# Alexander Jurjewitsch Fomitschow
Alexander Jurjewitsch Fomitschow (russisch Александр Юрьевич Фомичёв; * 19. Februar 1979 in Moskau, Russische SFSR) ist ein ehemaliger russischer Eishockeytorwart.

## Karriere
Alexander Fomitschow durchlief zunächst die Juniorenabteilung des HK Dynamo Moskau, ehe er im Sommer 1996 nach Nordamerika wechselte. Dort stand er in der Spielzeit 1996/97 im Tor der St. Albert Saints aus der Alberta Junior Hockey League. Während des NHL Entry Draft 1997 war er im Sommer von den Edmonton Oilers in der neunten Runde an 231. Stelle ausgewählt worden und wechselte daraufhin zu den Calgary Hitmen in die Western Hockey League, die ihn beim CHL Import Draft desselben Jahres in der ersten Runde als 38. Spieler gezogen hatten. Für die Hitmen absolvierte er zwei Spielzeiten als Stammtorhüter und erreichte mit seinem Team in beiden Jahren die Playoffs. 1998 schieden die Hitmen im Eastern-Conference-Finale aus – ein Jahr später gewannen sie die Meisterschaft der WHL, den President’s Cup. Im Turnier um den Memorial Cup, die Junioren-Meisterschaft Kanadas, scheiterten die Hitmen im Finale an den Ottawa 67’s.
In der folgenden Spielzeit wurde Fomitschow nach einem Spiel für Calgary an die Seattle Thunderbirds abgegeben, bei denen er sein letztes Juniorenjahr verbrachte. Noch heute hält Fomitschow den Rekord der Calgary Hitmen für die meisten Einsätze eines Torwarts während einer Saison und gehaltene Schüsse in einer Saison.
Zwischen 2000 und 2002 wurde Fomitschow in verschiedenen Farmteams der Oilers eingesetzt. Dabei kam er auch zu sechs Einsätzen für die Hamilton Bulldogs in der American Hockey League, schaffte es aber nicht in die National Hockey League. Daher entschloss er sich 2002 zu einer Rückkehr nach Russland und spielte zunächst für Amur Chabarowsk in der Superliga und Perwaja Liga. Am Ende der Spielzeit 2002/03 wechselte er zum HK Sibir Nowosibirsk.
Von 2004 bis 2006 spielte Fomitschow beim HK ZSKA Moskau. Beim HK Awangard Omsk stand er von 2006 bis 2009 unter Vertrag und war meist Stammtorhüter. In der Saison 2008/09 hatte er jedoch mit John Grahame und Adam Svoboda starke Konkurrenz, so dass sein auslaufender Vertrag im Sommer 2009 nicht verlängert wurde. Daraufhin wurde er erneut vom HK Sibir Nowosibirsk verpflichtet, verließ diesen aber im Dezember 2009 und wechselte zu Torpedo Nischni Nowgorod. Für Torpedo spielte Fomitschow bis 2012, ehe er vom THK Twer aus der zweiten Spielklasse unter Vertrag genommen wurde.

### International
Für die russische Nationalmannschaft nahm er an der U18-Junioren-Europameisterschaft 1997 sowie den Weltmeisterschaften 2004 und 2006 und dem World Cup of Hockey 2004 teil.

## Erfolge und Auszeichnungen
- 1999 President’s-Cup-Gewinn mit den Calgary Hitmen